# Gramado Challenger 2003
Il Gramado Challenger 2003 è stato un torneo di tennis facente parte della categoria ATP Challenger Series nell'ambito dell'ATP Challenger Series 2003. Il torneo si è giocato a Gramado in Brasile dal 2 al 7 settembre 2003 su campi in cemento.

## Vincitori

### Singolare
Marcos Daniel ha battuto in finale  José de Armas con il punteggio di 7–5, 7–5

### Doppio
Marcos Daniel /  Alexandre Simoni hanno battuto in finale  Santiago González /  Alejandro Hernández con il punteggio di 7–6(5), 6–4